# Josef Franz Reding
Pour les articles homonymes, voir Reding.
Josef Franz Reding, né le 21 février 1683 à Schwytz et mort le 8 octobre 1756 dans cette même localité est une personnalité politique suisse.

## Biographie
Josef Franz Reding est bailli de Lugano de 1716 à 1718, puis landamman de Schwytz à de multiples reprises entre 1721 et 1751.